# Wilson Kipketer
Wilson Kipketer Kosgei (født 12. december 1972 i Kapchemoyiwo, Kenya) er en kenyansk-født dansk tidligere 800 meter-løber. Han er tidligere verdensrekordholder på 800 meter udendørs, og har stadigvæk verdensrekorden på 800 og 1000 meter indendørs. Han dominerede 800 meter-distancen internationalt i et årti og forblev ubesejret i en treårs periode. Han har løbet otte af de elleve hurtigste tider på 800 meter nogensinde og er flere gange verdensmester. Han har deltaget i 800 meter ved OL to gange. Ved OL i Sydney i 2000 vandt han sølv og ved OL i Athen i 2004 vandt han bronze. Han var storfavorit, men blev slået på målstregen efter at have ligget i front under hele løbet.
Han løb i starten af sin danske karriere for Københavns IF og fra 1993 til slutningen af sin karriere for Sparta Atletik.
Han er ikke i familie med den kenyanske løber Wilson Boit Kipketer. 

## Tidligt liv
Wilson Kipketer er født i Kalenjin-stammen i landsbyen Kapchemoyiwo i Nandhi bjergene i Kenya. Han kender ikke sin præcise alder og fødselsår. Da han skulle indregistreres i Danmark sammen med en anden ung kenyansk løber, Robert Kiplagat Kiptanui (nu Robert K. Andersen), angav de begge den samme fødselsdato: 12. december 1972 - Kenyas nationaldag.
Som teenager blev han først opdaget af den tidligere olympiske mester fra 1968 og 1972, Kip Keino. Han foreslog, at Wilson skulle begynde på den katolske St. Patrick's High School i Iten, som var kendt for at fremelske unge løbere.

## Atletikkarriere
I august 1990 deltog han og Robert Kiplagat Kiptanui i det københavnske gadeløb "Gunnar Nielsen milen", hvor han opnåede en syvendeplads. Formanden for den arrangerende klub Københavns IF var så imponeret over de to unge kenyanere, at han inviterede dem tilbage til landet. Senere samme år flyttede Wilson Kipketer til Danmark, dels for at læse til elektroingeniør, dels for at udvikle sig som løber. Godt nok havde han tilbud fra amerikanske universiteter, men han afslog, fordi han mente, at der var for meget fokus på atletikken og for lidt på det akademiske. Han stillede op for Danmark ved VM i atletik i 1995, hvor han vandt sin første titel i 800 meter løb.
Da Kipketer ville stille op for Danmark ved OL 1996 i Atlanta, havde han endnu ikke opfyldt kravene til et dansk statsborgerskab, og det var derfor – i modsætning til da han stillede op ved atletik-VM – nødvendigt med en dispensation, hvor hans ophavsland Kenya, skulle give ham lov til at stille op. Den godkendelse fik han ikke, og den Internationale Olympiske Komite måtte nægte ham lov til at stille op for Danmark. Han kunne på dette tidspunkt have valgt at stille op for Kenya, men valgte at vente på, at statsborgerskabet gik igennem. Han blev dansk statsborger i december 1997.
I 1997 toppede hans karriere, da han – udover at genvinde sit verdensmesterskab på 800 meter i Athen – tre gange satte verdensrekord på distancen. Først tangerede han ved et stævne i Stockholm britiske Sebastian Coes rekord på 1.41,73, som havde stået i 16 år. Men Kipketer satte sig eftertrykkeligt på rekorden, da han senere slog den to gange: Første gang i Zürich i tiden 1.41,24 og anden gang i Køln i tiden 1.41,11. Denne rekord holdt han indtil 2010, hvor den blev slået af kenyaneren David Rudisha. Tidligere samme år havde han vundet guld ved indendørs VM i Paris, hvor han også satte ny indendørs verdensrekord med tiden 1.42,67. Han blev samme år kåret til årets mandlige atletikudøver i verden.
I januar 1998 fik Wilson Kipketer malaria og var indstillet på ikke at løbe i den sæson. Den 12. august gjorde han dog comeback og vandt sin 33. 800 meter-sejr i træk ved et løb i Monaco, en rekordliste, der blev brudt fire dage senere i Zürich, hvor han blev nummer to. Ved årets atletik-EM i Budapest kvalificerede han sig til 800 meter-finalen, hvor han sluttede på en ottendeplads, efter at han undervejs havde fysisk kontakt med den tyske løber Nils Schumann, som vandt løbet.
I 1999 blev han nummer to ved indendørs-VM og genvandt VM udendørs.
I 2000 deltog Wilson Kipketer i sit første OL for Danmark. Efter at have vundet sit indledende heat og sin semifinale blev han nummer to i finalen og vandt dermed sølv ved legene i Sydney. Guldet gik til Nils Schumann, mens Kipketer, der havde en dårlig placering i opløbssvinget, akkurat holdt Djabir Saïd-Guerni fra Algeriet bag sig på bronzepladsen.
Den efterfølgende sæson havde han ingen løb pga. skader.
I 2002 blev det til et europamesterskab på 800 meter, og på trods af at skader begyndte at plage ham, fik han i 2003 igen sølvmedalje ved indendørsverdensmesterskaberne, mens det blev til en fjerdeplads ved VM udendørs. I 2004 deltog Kipketer ved sit sidste større mesterskab, da han stillede op til OL 2004 i Athen. Også her vandt han sit indledende heat og sin semifinale, og i finalen lagde Kipketer sig i spidsen på opløbsstrækningen, men russiske Jurij Borsakovskij overhalede ham og vandt guld, mens sydafrikaneren Mbulaeni Mulaudzi også kom frem og akkurat holdt Kipketer bag sig, hvorved han vandt sølv, mens danskeren fik bronze.
I august 2005 annoncerede han, at han trak sig tilbage fra konkurrenceidræt.

## Rekorder

### Personlige rekorder
| Dato            | Disciplin  | Tid     |
| --------------- | ---------- | ------- |
| 1994            | 400 meter  | 46,85   |
| 24. august 1997 | 800 meter  | 1.41,11 |
| 23. august 1995 | 1000 meter | 2.16,29 |
| 1993            | 1500 meter | 3.42,80 |
| 5. juli 1993    | Mile       | 3.59,57 |

### Europarekorder
| Dato            | Disciplin | Tid     |
| --------------- | --------- | ------- |
| 24. august 1997 | 800 meter | 1.41,11 |

### Danske rekorder
| Dato            | Disciplin  | Tid     |
| --------------- | ---------- | ------- |
| 23. august 1995 | 1000 meter | 2.16,29 |

## Hædersbevisninger
- 1997: Årets Sportsnavn i Danmark
- 2010: Ridderkorset af Dannebrogordenen

## Privatliv og senere karriere
Kipketer blev i 2000 gift med Pernille Falck Hansen, som han havde boet sammen med siden 1994. Parret fik siden to sønner.
Efter flere år med fast bopæl i Monaco vendte Wilson Kipketer 2016 tilbage til Danmark. Han indledte samtidig et samarbejde med sin gamle klub KIF, hvor han blev tilknyttet som talent- og udviklingschef.
Han har siden 1997 deltaget aktivt i bevægelsen "Peace and Sport" sammen med andre sportsstjerner. Efter indstillingen af de aktive karriere i 2004 blev han goodwill-ambassadør for det internationale atletikforbund, IAAF.